# Culture matérielle
 (décembre 2017).
Si vous disposez d'ouvrages ou d'articles de référence ou si vous connaissez des sites web de qualité traitant du thème abordé ici, merci de compléter l'article en donnant les références utiles à sa vérifiabilité et en les liant à la section « Notes et références ».
La culture matérielle est l'aspect physique de la culture dans les objets et l'architecture qui entourent les gens. Il inclut l'usage, la consommation, la création et le commerce d'objets, ainsi que les comportements, les normes et les rituels auxquels ces objets participent. 
Le terme de culture matérielle est couramment utilisé dans les études archéologiques et anthropologiques, en se concentrant particulièrement sur les preuves matérielles qui peuvent être attribuées à la culture, dans le passé ou dans le présent. Qu'il s'agisse de bâtiments, d'éléments architecturaux, de livres, de bijoux ou d'outils, tout peut être considéré comme une culture matérielle.
Les études sur la culture matérielle sont un domaine interdisciplinaire qui traite des relations entre les gens et leurs choses: la fabrication, l'histoire, la préservation et l'interprétation des objets. Il s'inspire de la théorie et de la pratique des sciences sociales et des sciences humaines telles que l'histoire de l'art, l'archéologie, l'anthropologie, l'histoire, la préservation de l'histoire, le folklore, la critique littéraire et études de musée, entre autres. 